# Scopula ocheracea
Scopula ocheracea är en fjärilsart som beskrevs av George Francis Hampson 1891. Scopula ocheracea ingår i släktet Scopula och familjen mätare. Inga underarter finns listade.